# Rally di Croazia 2021

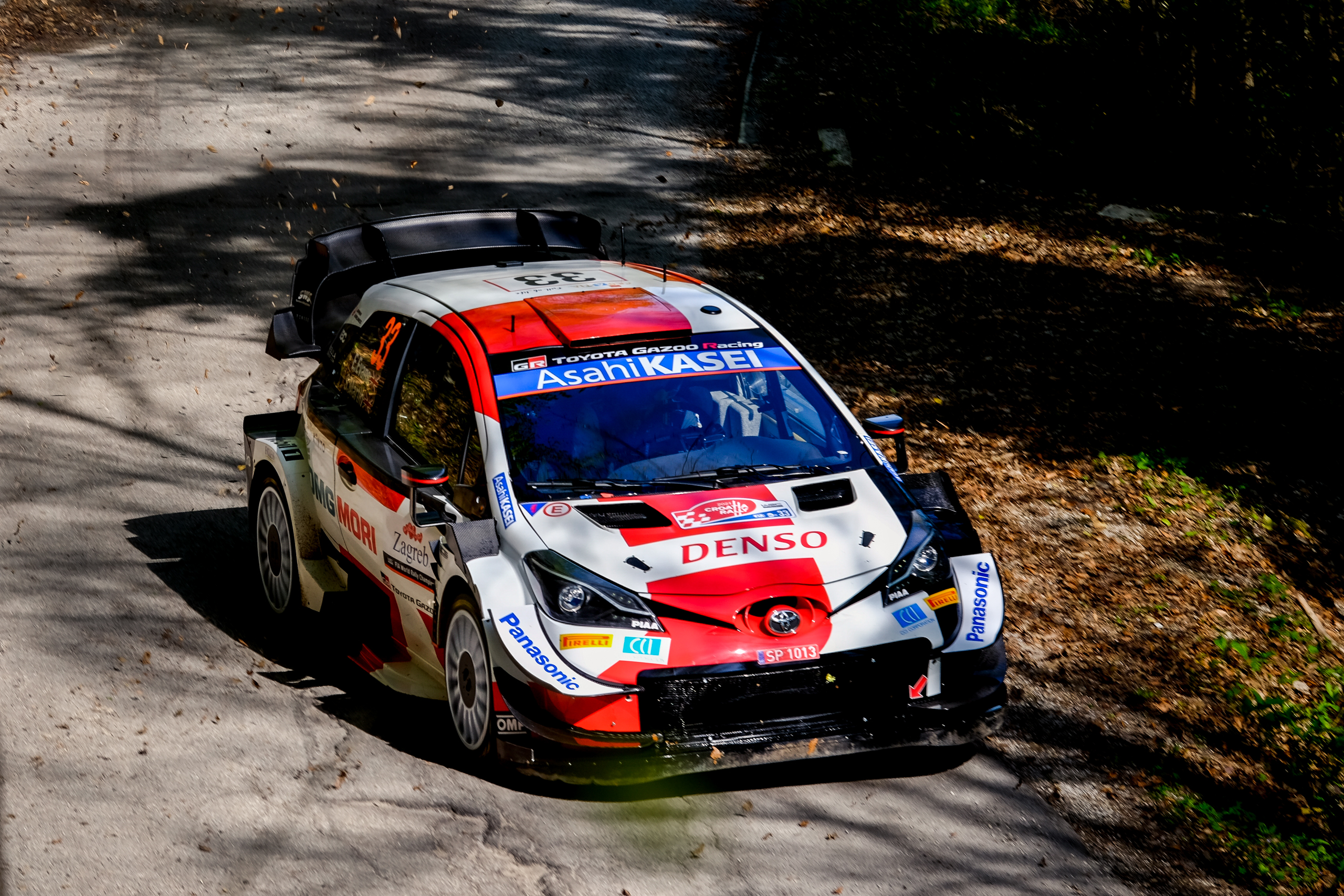
Elfyn Evans e Scott Martin su Toyota Yaris WRC, secondi classificati.

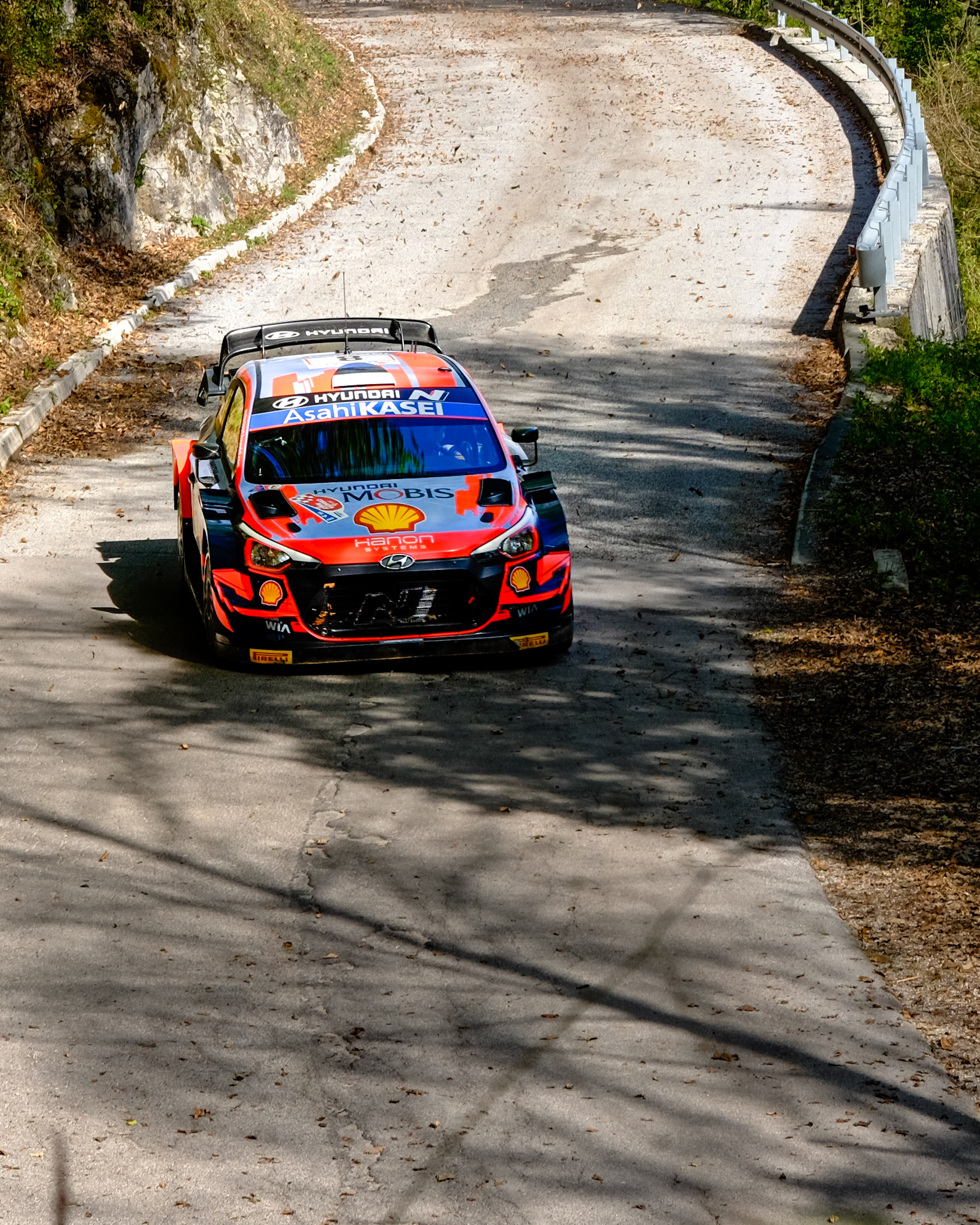
Ott Tänak e Martin Järveoja su Hyundai i20 Coupe WRC, quarti classificati.

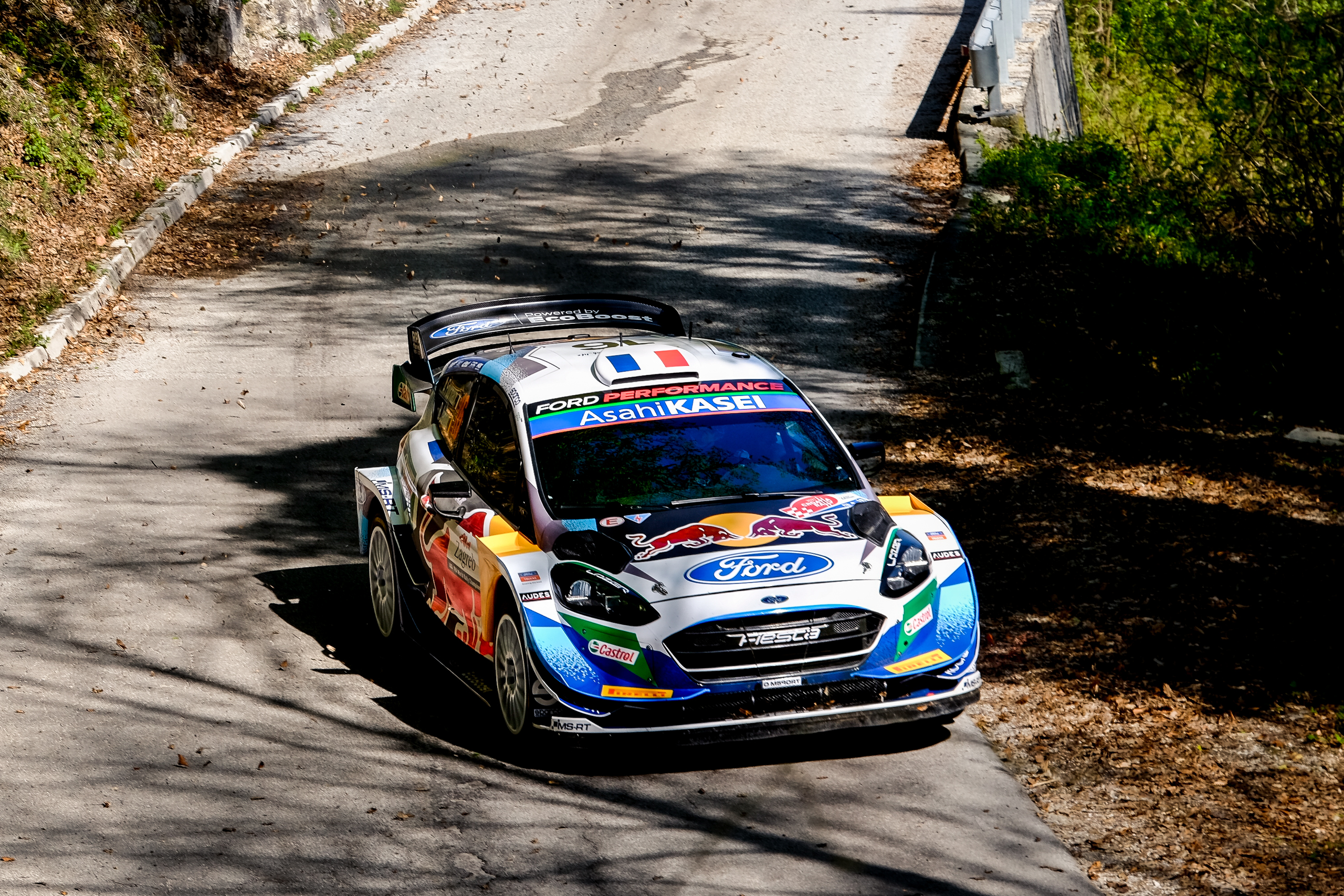
Adrien Fourmaux e Renaud Jamoul al debutto sulla Ford Fiesta WRC, quinti classificati.

Il Rally di Croazia 2021, ufficialmente denominato Croatia Rally 2021, è stata la terza prova del campionato del mondo rally 2021 nonché l'edizione 2021 del Rally di Croazia e la prima con valenza mondiale. La manifestazione si è svolta dal 22 al 25 aprile sugli asfalti situati nei territori ai confini con la Slovenia, con le prove speciali da disputarsi principalmente nella Regione di Karlovac e in quella di Zagabria; nella capitale Zagabria, base designata per il rally, ebbe sede inoltre il parco assistenza per i concorrenti.
L'evento è stato vinto dal francese Sébastien Ogier, navigato dal connazionale Julien Ingrassia, al volante di una Toyota Yaris WRC del team Toyota Gazoo Racing WRT, seguita dalla coppia britannica formata da Elfyn Evans e Scott Martin, anch'essi su una Toyota Yaris WRC ufficiale e giunti al traguardo a soli 6 centesimi di secondo dai vincitori, e da quella belga composta da Thierry Neuville e Martijn Wydaeghe su una Hyundai i20 Coupe WRC della squadra Hyundai Shell Mobis WRT. Si ebbe quindi lo stesso podio del rally di Monte Carlo, gara di apertura della stagione.
I norvegesi Mads Østberg e Torstein Eriksen, su Citroën C3 Rally2 della squadra TRT World Rally Team, hanno invece conquistato il successo nel campionato WRC-2, mentre i polacchi Kajetan Kajetanowicz e Maciej Szczepaniak hanno vinto nella serie WRC-3 alla guida di una Škoda Fabia Rally2 Evo. In Croazia si disputava anche la prova inaugurale del campionato Junior WRC, giunto alla sua ventesima edizione, che ha visto vincere la coppia britannica composta da Jon Armstrong e Phil Hall su Ford Fiesta Rally4. 

## Dati della prova
| Denominazione ufficiale             | Croatia Rally                                             |
| Edizione N°                         | Non specificato                                           |
| Tappa N°                            | 3 di 12                                                   |
| Data manifestazione                 | da venerdì 22/04/2021 a domenica 25/04/2021               |
| Sede ospitante                      | Zagabria (Croazia)                                        |
| Sede parco assistenza               | Zagreb Fair, Zagabria                                     |
| Superficie                          | Asfalto                                                   |
| Direttore di gara                   | Slaven Dedić                                              |
| Iscritti                            | 68                                                        |
| Partiti                             | 65                                                        |
| Arrivati                            | 55 (84,6%)                                                |
| Prove speciali                      | 20                                                        |
| Prova più breve                     | 6,94 km (PS1 e PS5: Rude - Plesivica)                     |
| Prova più lunga                     | 25,20 km (PS17 e PS19: Bliznec - Pila)                    |
| Prova più lenta                     | velocità media di 92,40 km/h (PS5: Rude - Plesivica 2)    |
| Prova più veloce                    | velocità media di 120,43 km/h (PS15: Krasic - Vrskovac 2) |
| Lunghezza prove speciali            | 300,32 km (23,6% della distanza totale)                   |
| Lunghezza complessiva trasferimenti | 970,57 km                                                 |
| Distanza totale                     | 1270,89 km                                                |
| Media oraria del vincitore          | velocità media di 105,1 km/h (300,32 km in 2h51'22"9)     |

## Itinerario
| Frazione            | Prova  | Ora    | Nome                                                | Lunghezza | Totale    |
| ------------------- | ------ | ------ | --------------------------------------------------- | --------- | --------- |
| Frazione 1 (23 apr) | PS1    | 08:39  | Rude - Plesivica 1                                  | 6,94 km   | 99,82 km  |
| Frazione 1 (23 apr) | PS2    | 09:32  | Kostanjevac - Petrus Vrh 1                          | 23,76 km  | 99,82 km  |
| Frazione 1 (23 apr) | PS3    | 10:35  | Jaskovo - Mali Modrus Potok 1                       | 10,10 km  | 99,82 km  |
| Frazione 1 (23 apr) | PS4    | 11:38  | Pecurkovo Brdo - Mreznicki Novaki 1                 | 9,11 km   | 99,82 km  |
| Frazione 1 (23 apr) |        | 13:28  | Assistenza – Zagreb Fair, Zagabria (40 min)         | –         | 99,82 km  |
| Frazione 1 (23 apr) | PS5    | 15:01  | Rude - Plesivica 2                                  | 6,94 km   | 99,82 km  |
| Frazione 1 (23 apr) | PS6    | 15:54  | Kostanjevac - Petrus Vrh 2                          | 23,76 km  | 99,82 km  |
| Frazione 1 (23 apr) | PS7    | 16:57  | Jaskovo - Mali Modrus Potok 2                       | 10,10 km  | 99,82 km  |
| Frazione 1 (23 apr) | PS8    | 18:00  | Pecurkovo Brdo - Mreznicki Novaki 2                 | 9,11 km   | 99,82 km  |
| Frazione 1 (23 apr) |        | 19:30  | Assistenza (flexi) – Zagreb Fair, Zagabria (45 min) | –         | 99,82 km  |
| Frazione 2 (24 apr) |        | 07:16  | Assistenza – Zagreb Fair, Zagabria (15 min)         | –         | 121,92 km |
| Frazione 2 (24 apr) | PS9    | 08:29  | Mali Lipovec - Grdanjci 1                           | 20,30 km  | 121,92 km |
| Frazione 2 (24 apr) | PS10   | 09:17  | Stojdraga - Gornja Vas 1                            | 20,77 km  | 121,92 km |
| Frazione 2 (24 apr) | PS11   | 10:10  | Krasic - Vrskovac 1                                 | 11,11 km  | 121,92 km |
| Frazione 2 (24 apr) | PS12   | 11:08  | Vinski Vrh -. Duga Resa 1                           | 8,78 km   | 121,92 km |
| Frazione 2 (24 apr) |        | 12:51  | Assistenza – Zagreb Fair, Zagabria (40 min)         | –         | 121,92 km |
| Frazione 2 (24 apr) | PS13   | 14:29  | Mali Lipovec - Grdanjci 2                           | 20,30 km  | 121,92 km |
| Frazione 2 (24 apr) | PS14   | 15:17  | Stojdraga - Gornja Vas 2                            | 20,77 km  | 121,92 km |
| Frazione 2 (24 apr) | PS15   | 16:10  | Krasic - Vrskovac 2                                 | 11,11 km  | 121,92 km |
| Frazione 2 (24 apr) | PS16   | 17:08  | Vinski Vrh -. Duga Resa 2                           | 8,78 km   | 121,92 km |
| Frazione 2 (24 apr) |        | 18:28  | Assistenza (flexi) – Zagreb Fair, Zagabria (45 min) | –         | 121,92 km |
| Frazione 3 (25 apr) |        | 06:25  | Assistenza – Zagreb Fair, Zagabria (15 min)         | –         | 78,58 km  |
| Frazione 3 (25 apr) | PS17   | 07:20  | Bliznec - Pila 1                                    | 25,20 km  | 78,58 km  |
| Frazione 3 (25 apr) | PS18   | 08:38  | Zagorska Sela - Kumrovec 1                          | 14,09 km  | 78,58 km  |
| Frazione 3 (25 apr) | PS19   | 10:21  | Bliznec - Pila 2                                    | 25,20 km  | 78,58 km  |
| Frazione 3 (25 apr) | PS20   | 13:18  | Zagorska Sela - Kumrovec 1 (power stage)            | 14,09 km  | 78,58 km  |
| Totale              | Totale | Totale | Totale                                              | Totale    | 300,32 km |

## Risultati

### Classifica
| Pos.       | Nº       | Pilota                  | Co-pilota              | Auto                   | Squadra                          | Classe      | Tempo     | Distacco   | Punti    |
| Generale   | Generale | Generale                | Generale               | Generale               | Generale                         | Generale    | Generale  | Generale   | Generale |
| ---------- | -------- | ----------------------- | ---------------------- | ---------------------- | -------------------------------- | ----------- | --------- | ---------- | -------- |
| 1.         | 1        | Sébastien Ogier         | Julien Ingrassia       | Toyota Yaris WRC       | Toyota Gazoo Racing WRT          | WRC         | 2h51'22"9 | –          | 30       |
| 2.         | 33       | Elfyn Evans             | Scott Martin           | Toyota Yaris WRC       | Toyota Gazoo Racing WRT          | WRC         | 2h51'23"5 | +0"6       | 20       |
| 3.         | 11       | Thierry Neuville        | Martijn Wydaeghe       | Hyundai i20 Coupe WRC  | Hyundai Shell Mobis WRT          | WRC         | 2h51'31"0 | +8"1       | 18       |
| 4.         | 8        | Ott Tänak               | Martin Järveoja        | Hyundai i20 Coupe WRC  | Hyundai Shell Mobis WRT          | WRC         | 2h52'48"0 | +1'25"1    | 13       |
| 5.         | 16       | Adrien Fourmaux         | Renaud Jamoul          | Ford Fiesta WRC        | M-Sport Ford WRT                 | WRC         | 2h54'32"6 | +3'09"7    | 10       |
| 6.         | 18       | Takamoto Katsuta        | Daniel Barritt         | Toyota Yaris WRC       | Toyota Gazoo Racing WRT          | WRC         | 2h54'54"7 | +3'31"8    | 8        |
| 7.         | 44       | Gus Greensmith          | Elliott Edmondson      | Ford Fiesta WRC        | M-Sport Ford WRT                 | WRC         | 2h55'21"7 | +3'58"8    | 6        |
| 8.         | 42       | Craig Breen             | Paul Nagle             | Hyundai i20 Coupe WRC  | Hyundai Shell Mobis WRT          | WRC         | 2h55'51"1 | +4'28"2    | 8        |
| 9.         | 24       | Mads Østberg            | Torstein Eriksen       | Citroën C3 Rally2      | TRT World Rally Team             | RC2 / WRC-2 | 3h01'23"7 | +10'00"8   | 2        |
| 10.        | 25       | Teemu Suninen           | Mikko Markkula         | Ford Fiesta Rally2     | M-Sport Ford WRT                 | RC2 / WRC-2 | 3h01'52"2 | +10'29"3   | 1        |
| WRC-2      |          |                         |                        |                        |                                  |             |           |            |          |
| 1. (9.)    | 24       | Mads Østberg            | Torstein Eriksen       | Citroën C3 Rally2      | TRT World Rally Team             | RC2 / WRC-2 | 3h01'23"7 | –          | 27       |
| 2. (10.)   | 25       | Teemu Suninen           | Mikko Markkula         | Ford Fiesta Rally2     | M-Sport Ford WRT                 | RC2 / WRC-2 | 3h01'52"2 | +28"5      | 22       |
| 3. (12.)   | 22       | Marco Bulacia Wilkinson | Marcelo Der Ohannesian | Škoda Fabia Rally2 Evo | Toksport WRT                     | RC2 / WRC-2 | 3h03'26"4 | +2'02"7    | 18       |
| 4. (33.)   | 23       | Enrico Brazzoli         | Maurizio Barone        | Škoda Fabia R5         | Movisport SRL                    | RC2 / WRC-2 | 3h30'34"0 | +29'10"3   | 13       |
| 5. (39.)   | 20       | Andreas Mikkelsen       | Ola Fløene             | Škoda Fabia Rally2 Evo | Toksport WRT                     | RC2 / WRC-2 | 3h41'05"9 | +39'42"2   | 15       |
| WRC-3      |          |                         |                        |                        |                                  |             |           |            |          |
| 1. (11.)   | 32       | Kajetan Kajetanowicz    | Maciej Szczepaniak     | Škoda Fabia Rally2 Evo | -                                | RC2 / WRC-3 | 3h03'23"8 | –          | 28       |
| 2. (13.)   | 34       | Emil Lindholm           | Mikael Korhonen        | Škoda Fabia Rally2 Evo | -                                | RC2 / WRC-3 | 3h04'38"4 | +1'14"6    | 20       |
| 3. (14.)   | 27       | Yohan Rossel            | Alexandre Coria        | Citroën C3 Rally2      | -                                | RC2 / WRC-3 | 3h06'05"2 | +2'41"4    | 20       |
| 4. (15.)   | 28       | Nicolas Ciamin          | Yannick Roche          | Citroën C3 Rally2      | -                                | RC2 / WRC-3 | 3h06'28"4 | +3'04"6    | 16       |
| 5. (16.)   | 35       | Chris Ingram            | Ross Whittock          | Škoda Fabia Rally2 Evo | -                                | RC2 / WRC-3 | 3h07'48"2 | +4'24"4    | 11       |
| 6. (17.)   | 37       | Fabrizio Zaldivar       | Carlos del Barrio      | Škoda Fabia Rally2 Evo | -                                | RC2 / WRC-3 | 3h14'28"7 | +11'04"9   | 8        |
| 7. (21.)   | 31       | Johannes Keferböck      | Ilka Minor             | Škoda Fabia Rally2 Evo | -                                | RC2 / WRC-3 | 3h16'15"9 | +12'52"1   | 6        |
| 8. (23.)   | 39       | Mauro Miele             | Luca Beltrame          | Škoda Fabia Rally2 Evo | -                                | RC2 / WRC-3 | 3h17'58"7 | +14'34"9   | 4        |
| 9. (27.)   | 43       | Kevin Raith             | Gerald Winter          | Ford Fiesta Rally2     | -                                | RC2 / WRC-3 | 3h20'31"1 | +17'07"3   | 2        |
| 10. (38.)  | 40       | Sébastien Bedoret       | Thomas Walbrecq        | Škoda Fabia R5         | -                                | RC2 / WRC-3 | 3h39'07"0 | +35'43"2   | 1        |
| Junior WRC |          |                         |                        |                        |                                  |             |           |            |          |
| 1. (18.)   | 49       | Jon Armstrong           | Phil Hall              | Ford Fiesta Rally4     | -                                | RC4 / JWRC  | 3h15'07"6 | –          | 27       |
| 2. (19.)   | 45       | Mārtiņš Sesks           | Renars Francis         | Ford Fiesta Rally4     | LMT Autosporta Akadēmija         | RC4 / JWRC  | 3h15'41"1 | +33"5      | 18       |
| 3. (20.)   | 51       | Lauri Joona             | Ari Koponen            | Ford Fiesta Rally4     | Team Flying Finn                 | RC4 / JWRC  | 3h15'56"4 | +48"8      | 16       |
| 4. (22.)   | 48       | Martin Koči             | Petr Těšínský          | Ford Fiesta Rally4     | Styllex Motorsport               | RC4 / JWRC  | 3h17'53"7 | +2'46"1    | 15       |
| 5. (24.)   | 50       | William Creighton       | Liam Regan             | Ford Fiesta Rally4     | Motorsport Ireland Rally Academy | RC4 / JWRC  | 3h18'43"1 | +3'35"5    | 10       |
| 6. (25.)   | 46       | Sami Pajari             | Marko Salminen         | Ford Fiesta Rally4     | Team Flying Finn                 | RC4 / JWRC  | 3h18'44"3 | +3'36"7    | 17       |
| 7. (51.)   | 52       | Robert Virves           | Sander Pruul           | Ford Fiesta Rally4     | Autosport Team Estonia           | RC4 / JWRC  | 4h28'31"9 | +1h13'24"3 | 6        |
| 8. (53.)   | 47       | Raul Badiu              | Rareș Fetean           | Ford Fiesta Rally4     | -                                | RC4 / JWRC  | 4h37'40"2 | +1h22'32"6 | 7        |

| Principali ritiri | Principali ritiri | Principali ritiri | Principali ritiri      | Principali ritiri      | Principali ritiri       | Principali ritiri | Principali ritiri | Principali ritiri |
| PS                | Nº                | Pilota            | Copilota               | Auto                   | Squadra                 | Classe            | Causa             | Pos.              |
| ----------------- | ----------------- | ----------------- | ---------------------- | ---------------------- | ----------------------- | ----------------- | ----------------- | ----------------- |
| PS 1              | 69                | Kalle Rovanperä   | Jonne Halttunen        | Toyota Yaris WRC       | Toyota Gazoo Racing WRT | WRC               | Incidente         | –                 |
| PS 9              | 26                | Tom Kristensson   | David Arhusiander      | Ford Fiesta Rally2     | M-Sport Ford WRT        | WRC-2             | Incidente         | 57º               |
| PS 19             | 21                | Nikolaj Grjazin   | Konstantin Aleksandrov | Volkswagen Polo GTI R5 | Movisport SRL           | WRC-2             | Capottamento      | 11º               |

Legenda
| Icona | Note                                                                                 |
| ----- | ------------------------------------------------------------------------------------ |
| WRC   | Equipaggio di classe WRC che può conquistare punti per il campionato costruttori     |
| WRC   | Equipaggio di classe WRC che non può conquistare punti per il campionato costruttori |
| WRC-2 | Equipaggio registrato al campionato WRC-2                                            |
| WRC-3 | Equipaggio registrato al campionato WRC-3                                            |
| JWRC  | Equipaggio registrato al campionato Junior WRC                                       |
|       | Ulteriori classificazioni                                                            |

### Prove speciali
| Frazione            | Prova | Ora   | Nome                                     | Lunghezza | Vincitori                                                            | Tempo   | Velocità media | Leader del rally                  |
| ------------------- | ----- | ----- | ---------------------------------------- | --------- | -------------------------------------------------------------------- | ------- | -------------- | --------------------------------- |
| Frazione 1 (23 apr) | PS1   | 08:39 | Rude - Plesivica 1                       | 6,94 km   | Thierry Neuville Martijn Wydaeghe                                    | 4'24"2  | 94,56 km/h     | Thierry Neuville Martijn Wydaeghe |
| Frazione 1 (23 apr) | PS2   | 09:32 | Kostanjevac - Petruš Vrh 1               | 23,76 km  | Thierry Neuville Martijn Wydaeghe                                    | 12'58"6 | 109,86 km/h    | Thierry Neuville Martijn Wydaeghe |
| Frazione 1 (23 apr) | PS3   | 10:35 | Jaskovo - Mali Modrus Potok 1            | 10,10 km  | Elfyn Evans Scott Martin e Sébastien Ogier Julien Ingrassia          | 5'32"3  | 109,42 km/h    | Thierry Neuville Martijn Wydaeghe |
| Frazione 1 (23 apr) | PS4   | 11:38 | Pecurkovo Brdo - Mreznicki Novaki 1      | 9,11 km   | Thierry Neuville Martijn Wydaeghe                                    | 4'51"9  | 112,35 km/h    | Thierry Neuville Martijn Wydaeghe |
| Frazione 1 (23 apr) | PS5   | 15:01 | Rude - Plesivica 2                       | 6,94 km   | Ott Tänak Martin Järveoja                                            | 4'30"4  | 92,40 km/h     | Thierry Neuville Martijn Wydaeghe |
| Frazione 1 (23 apr) | PS6   | 15:54 | Kostanjevac - Petruš Vrh 2               | 23,76 km  | Sébastien Ogier Julien Ingrassia                                     | 12'55"8 | 110,26 km/h    | Thierry Neuville Martijn Wydaeghe |
| Frazione 1 (23 apr) | PS7   | 16:57 | Jaskovo - Mali Modrus Potok 2            | 10,10 km  | Sébastien Ogier Julien Ingrassia                                     | 5'26"7  | 111,29 km/h    | Thierry Neuville Martijn Wydaeghe |
| Frazione 1 (23 apr) | PS8   | 18:00 | Pecurkovo Brdo - Mreznicki Novaki 2      | 9,11 km   | Sébastien Ogier Julien Ingrassia                                     | 4'49"8  | 113,17 km/h    | Thierry Neuville Martijn Wydaeghe |
|                     |       |       |                                          |           |                                                                      |         |                |                                   |
| Frazione 2 (24 apr) | PS9   | 08:29 | Mali Lipovec - Grdanjci 1                | 20,30 km  | Sébastien Ogier Julien Ingrassia                                     | 12'26"1 | 97,95 km/h     | Sébastien Ogier Julien Ingrassia  |
| Frazione 2 (24 apr) | PS10  | 09:17 | Stojdraga - Gornja Vas 1                 | 20,77 km  | Takamoto Katsuta Daniel Barritt                                      | 12'36"9 | 98,79 km/h     | Sébastien Ogier Julien Ingrassia  |
| Frazione 2 (24 apr) | PS11  | 10:10 | Krasic - Vrskovac 1                      | 11,11 km  | Elfyn Evans Scott Martin                                             | 5'36"8  | 118,75 km/h    | Sébastien Ogier Julien Ingrassia  |
| Frazione 2 (24 apr) | PS12  | 11:08 | Vinski Vrh -. Duga Resa 1                | 8,78 km   | Sébastien Ogier Julien Ingrassia                                     | 4'37"6  | 113,86 km/h    | Sébastien Ogier Julien Ingrassia  |
| Frazione 2 (24 apr) | PS13  | 14:29 | Mali Lipovec - Grdanjci 2                | 20,30 km  | Thierry Neuville Martijn Wydaeghe                                    | 12'31"9 | 97,19 km/h     | Sébastien Ogier Julien Ingrassia  |
| Frazione 2 (24 apr) | PS14  | 15:17 | Stojdraga - Gornja Vas 2                 | 20,77 km  | Takamoto Katsuta Daniel Barritt                                      | 12'36"1 | 98,89 km/h     | Sébastien Ogier Julien Ingrassia  |
| Frazione 2 (24 apr) | PS15  | 16:10 | Krasic - Vrskovac 2                      | 11,11 km  | Sébastien Ogier Julien Ingrassia e Thierry Neuville Martijn Wydaeghe | 5'32"1  | 120,43 km/h    | Sébastien Ogier Julien Ingrassia  |
| Frazione 2 (24 apr) | PS16  | 17:08 | Vinski Vrh -. Duga Resa 2                | 8,78 km   | Sébastien Ogier Julien Ingrassia                                     | 4'36"6  | 114,27 km/h    | Sébastien Ogier Julien Ingrassia  |
|                     |       |       |                                          |           |                                                                      |         |                | Sébastien Ogier Julien Ingrassia  |
| Frazione 3 (25 apr) | PS17  | 07:20 | Bliznec - Pila 1                         | 25,20 km  | Elfyn Evans Scott Martin                                             | 14'04"5 | 107,42 km/h    | Sébastien Ogier Julien Ingrassia  |
| Frazione 3 (25 apr) | PS18  | 08:38 | Zagorska Sela - Kumrovec 1               | 14,09 km  | Elfyn Evans Scott Martin                                             | 8'18"4  | 101,77 km/h    | Elfyn Evans Scott Martin          |
| Frazione 3 (25 apr) | PS19  | 10:21 | Bliznec - Pila 2                         | 25,20 km  | Thierry Neuville Martijn Wydaeghe                                    | 13'59"0 | 108,13 km/h    | Elfyn Evans Scott Martin          |
| Frazione 3 (25 apr) | PS20  | 13:18 | Zagorska Sela - Kumrovec 2 (power stage) | 14,09 km  | Sébastien Ogier Julien Ingrassia                                     | 8'14"0  | 102,68 km/h    | Sébastien Ogier Julien Ingrassia  |

### Power stage
PS20: Zagorska Sela - Kumrovec 2 di 14,09 km, disputatasi domenica 25 aprile 2021 alle ore 13:18 (UTC+2).
| Pos. | No. | Pilota           | Co-pilota        | Auto                  | Classe | Tempo  | Distacco | PP | PC |
| ---- | --- | ---------------- | ---------------- | --------------------- | ------ | ------ | -------- | -- | -- |
| 1    | 1   | Sébastien Ogier  | Julien Ingrassia | Toyota Yaris WRC      | WRC    | 8'14"0 | –        | 5  | 5  |
| 2    | 42  | Craig Breen      | Paul Nagle       | Hyundai i20 Coupe WRC | WRC    | 8'17"0 | +3"0     | 4  | 4  |
| 3    | 11  | Thierry Neuville | Martijn Wydaeghe | Hyundai i20 Coupe WRC | WRC    | 8'18"0 | +4"0     | 3  | 3  |
| 4    | 33  | Elfyn Evans      | Scott Martin     | Toyota Yaris WRC      | WRC    | 8'18"5 | +4"5     | 2  | 2  |
| 5    | 8   | Ott Tänak        | Martin Järveoja  | Hyundai i20 Coupe WRC | WRC    | 8'19"4 | +5"4     | 1  | -  |

## Classifiche mondiali
Classifica piloti
| Pos. | Pos. | Pilota            | Punti |
| ---- | ---- | ----------------- | ----- |
| 1    | 2    | Sébastien Ogier   | 61    |
| 2    |      | Thierry Neuville  | 53    |
| 3    | 1    | Elfyn Evans       | 51    |
| 4    | 1    | Ott Tänak         | 40    |
| 5    | 4    | Kalle Rovanperä   | 39    |
| 6    |      | Craig Breen       | 24    |
| 7    |      | Takamoto Katsuta  | 24    |
| 8    | 5    | Adrien Fourmaux   | 12    |
| 9    | 2    | Gus Greensmith    | 12    |
| 10   | 2    | Dani Sordo        | 11    |
| 11   | 2    | Andreas Mikkelsen | 6     |
| 12   | 2    | Oliver Solberg    | 6     |
| 13   | 1    | Teemu Suninen     | 5     |
| 14   | N    | Mads Østberg      | 2     |
| 15   | 1    | Eric Camilli      | 1     |
| 16   | 1    | Esapekka Lappi    | 1     |

Classifica copiloti
| Pos. | Pos. | Pilota                 | Punti |
| ---- | ---- | ---------------------- | ----- |
| 1    | 2    | Julien Ingrassia       | 61    |
| 2    |      | Martijn Wydaeghe       | 53    |
| 3    | 1    | Scott Martin           | 51    |
| 4    | 1    | Martin Järveoja        | 40    |
| 5    | 4    | Jonne Halttunen        | 39    |
| 6    |      | Paul Nagle             | 24    |
| 7    |      | Daniel Barritt         | 24    |
| 8    | 5    | Renaud Jamoul          | 12    |
| 9    | 1    | Carlos del Barrio      | 11    |
| 10   | 1    | Ola Fløene             | 6     |
| 11   | 1    | Sebastian Marshall     | 6     |
| 12   | N    | Chris Patterson        | 6     |
| 13   | 2    | Elliott Edmondson      | 6     |
| 14   | 2    | Mikko Markkula         | 5     |
| 15   | N    | Torstein Eriksen       | 2     |
| 16   | 2    | François-Xavier Buresi | 1     |
| 17   | 2    | Janne Ferm             | 1     |

Classifica costruttori WRC
| Pos. | Pos. | Squadra                 | Punti |
| ---- | ---- | ----------------------- | ----- |
| 1    |      | Toyota Gazoo Racing WRT | 138   |
| 2    |      | Hyundai Shell Mobis WRT | 111   |
| 3    |      | M-Sport Ford WRT        | 42    |
| 4    |      | Hyundai 2C Competition  | 28    |